# ولسوالی اشکمش
اِشکَمِش یکی از ولسوالی‌های ولایت تخار در شمال خاوری افغانستان است. براساس آخرین برآوردها جمعیتش نزدیک به ۵۱٬۱۵۳ نفر می‌باشد.